# Сырбыш
Сырбыш — река в России, протекает по Ивановской области. Левый приток реки Сезух.
Исток реки теряется в лесах восточнее станции Утрех и северо-восточнее одноименного озера Утрех Нижегородской области. Устье реки восточнее посёлка Сезух. Не судоходна.

## Технические данные
По состоянию на 28 марта 2023 года река Сырбыш (левый приток реки Сезух) зарегистрирована в автоматизированном государственном каталоге географических названий за номером 0588453. Её географические координаты в этом каталоге: широта 56°29,1', долгота 42°45,1'. Номенклатурный номер карты масштаба 1:100 000 с этой рекой O-38-122.

## Анализ названия
Название Сырбыш является одним из трёх названий на -быш (другие: Комбыш и Якобыш) на южных окраинах современной Ивановской области. По мнению Александра Матвеева, эти три названия возможно связаны с языком гидронимии на -Vx, а не с мерянскими источниками. Других названий на -быш не зарегистрировано во всей обширной области между Клязьмой (от устья до Нерли) и Волгой (от Унжи до Которосли), что является одним из подтверждений специфичного для топонимии Ивановского Поволжья отсутствия явно мерянского субстрата.